# Lees Camp
Lees Camp (más néven Lee’s Camp) az Amerikai Egyesült Államok északnyugati részén, Oregon állam Tillamook megyéjében, a Tillamook Nemzeti Erdőben elhelyezkedő önkormányzat nélküli település.

## Története
Rex Lee 1939-ben 6,5 hektárnyi területet vásárolt a Reeher családtól. A posta 1947-ben nyílt meg; korábban itt volt Wilson település, valamint a United States Weather Bureau Glenora nevű időjárás-állomása. A Glenwooddal és Glendale-lel való összetéveszthetőség miatt a posta a nevet elutasította. A hivatal 1977-ben zárt be. Az 1930-ban megnyílt bolt a helyiek számára tájékozódási pontként szolgál.

## Éghajlat
Az államban kétszer is itt dőlt meg a napi csapadékrekord: 1915. december 21-én 258,3, 2006. november 6-án pedig 363 milliméter eső esett.

## Fordítás
- Ez a szócikk részben vagy egészben  a   Lees Camp, Oregon című angol Wikipédia-szócikk ezen változatának fordításán alapul.  Az eredeti cikk szerkesztőit annak laptörténete sorolja fel. Ez a jelzés csupán a megfogalmazás eredetét és a szerzői jogokat jelzi, nem szolgál a cikkben szereplő információk forrásmegjelöléseként.